# Jürgen-Schumann-Kaserne
Die Jürgen-Schumann-Kaserne (bis 2021 Marseille-Kaserne) ist eine Kaserne der Bundeswehr in Appen im Kreis Pinneberg in Schleswig-Holstein. Sie ist Heimat der Unteroffizierschule der Luftwaffe.

## Geschichte
Ab 1935 wurde der Fliegerhorst Uetersen errichtet mit nördlich angrenzender Truppenunterkunft. Diese wurde im Oktober 1975 in Marseille-Kaserne nach dem deutschen Jagdflieger Hans-Joachim Marseille (1919–1942) umbenannt.
Die Kaserne nutzt, abgetrennt vom heutigen Flugplatz Uetersen/Heist, Teile der ehemaligen Kasernenanlagen des Fliegerhorsts. Das Luftwaffenausbildungsregiment 1 führte die Grundausbildung für verschiedene Verwendungsbereiche durch. Am 4. Juli 1988 wurde die Unteroffizierschule der Luftwaffe in der Kaserne aufgestellt. 1995 wurde das Luftwaffenmuseum, das bis dahin ebenfalls auf dem Gelände beheimatet war, auf den ehemaligen Flugplatz Berlin-Gatow verlegt.
Am 24. November 2021 wurde die Marseille-Kaserne nach Jürgen Schumann benannt, des bei der Entführung des Flugzeugs „Landshut“ ermordeten Piloten und ehemaligen Flugzeugführers der Luftwaffe. Eine Umbenennung war von der Partei Die Linke bereits 2013 gefordert worden.

## Dienststellen
- Unteroffizierschule der Luftwaffe
- I./Unteroffizierschule der Luftwaffe
- Sportfördergruppe der Bundeswehr Appen
- Sanitätsversorgungszentrum Appen
- Teile Bundeswehr-Dienstleistungszentrum Hamburg

## Ausstellungsstücke
Auf dem Gelände der Kaserne stehen auch nach dem Abzug des Luftfahrtmuseums noch ein Lockheed F-104 Starfighter (Lage) sowie zwei Hawk-Startgeräte (Lage).